# Oliver & Columbine

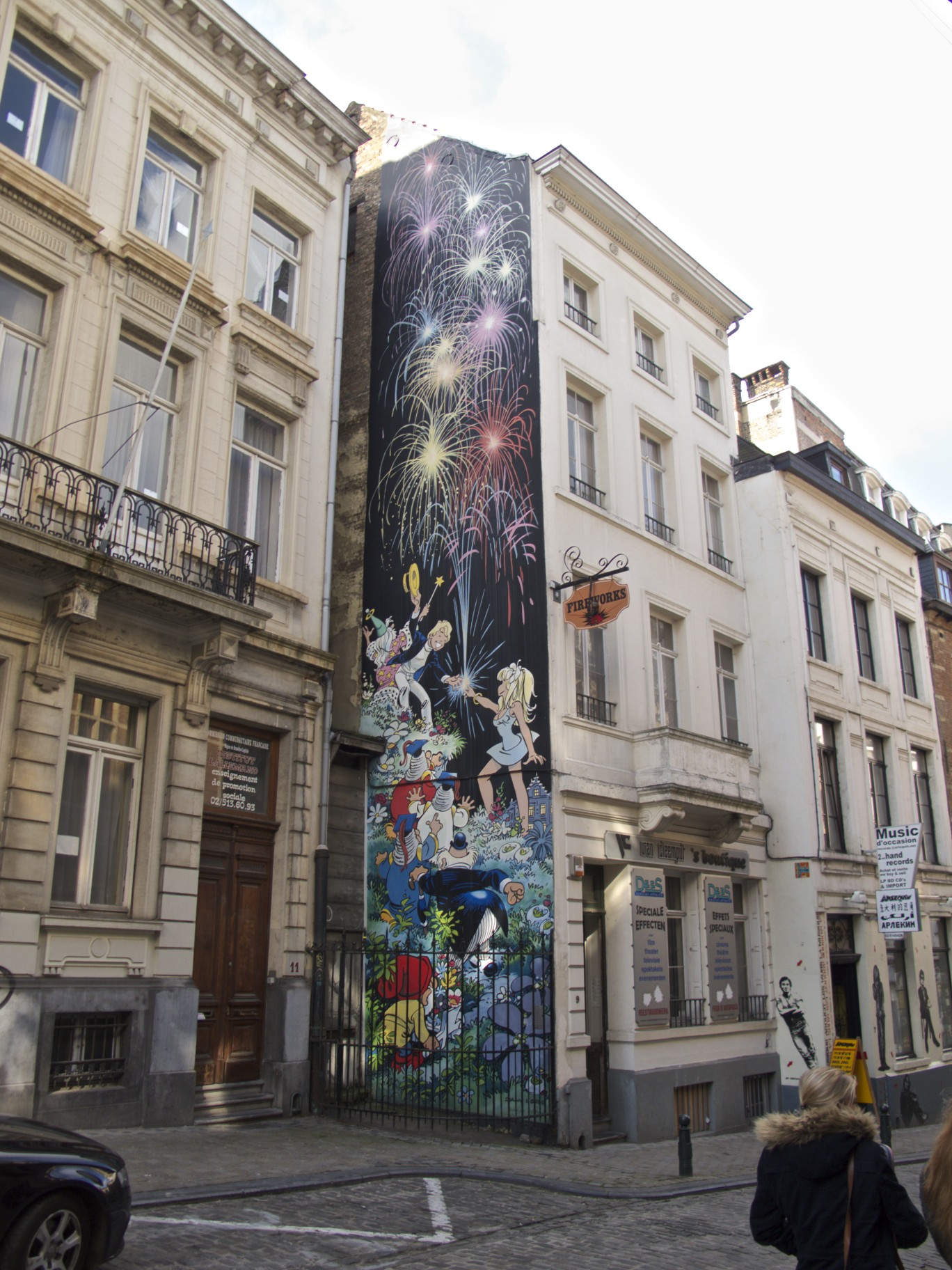
Oliver & Columbine auf einer Hauswand in Brüssel (2014)

Oliver & Columbine (Olivier Rameau) ist eine 1968 begonnene frankobelgische Comicserie.

## Handlung
Oliver Arglos ist von seiner täglichen Arbeit in einem Notariatsbüro gelangweilt. Sein eintöniges Leben verändert sich erst, als er zufällig mit seinem älteren Arbeitskollegen, Herrn Prudenz, im Land Schauimtraum ankommt, wo schlechte Gedanken verboten sind. Dort lernt er die reizende Columbine und weitere Bewohner kennen. Mit ihr muss er mehrmals das Land vor Unheil beschützen.

## Hintergrund
Greg, der damalige Chefredakteur von Tintin, hatte die Idee zur Reihe und übergab den zeichnerischen Teil Dany. Als sich Greg in den USA aufhielt, veröffentlichte Dany vermehrt Kurzgeschichten. Das bisher letzte Album erschien 2005.

## Veröffentlichungen
Die Serie erschien von 1968 bis 1977 in der belgischen und von 1968 bis 1986 in der französischen Ausgabe von Tintin sowie 2005 in BoDoï. Weitere Kurzgeschichten wurden in Tintin Sélection und in Super Tintin abgedruckt. Die Alben gaben Le Lombard, Dargaud und Joker Editions heraus. Im deutschen Sprachraum erschien 1981 erstmals eine Episode in Rate mal Comics von Pabel. Nach zwei Alben bei Seven Island Edition übernahm der BSE Verlag die Albenausgabe. Im Dezember 2022 startete eine Gesamtausgabe im SR Verlag.

## Alben
- Die wunderbare Odyssee (1/1970)
- Die Wünsch-dir-was-Kugel (2/1971)
- Das Schloss der 4 Monde (3/1972)
- Ein Schiff nach Nirgendwo (4/1973)
- Die große Reise nach Absurdien (5/1974)
- Der Vogel hier und da (6/1975)
- Der dreiteilige Spiegel (7/1976)
- Die Trompete der Stille (8/1978)
- Die Gute-Laune-Kanone (9/1983)
- Der Traum mit 7 Pforten (10/1985)
- Der Ozean ohne Oberfläche (11/1987)
- Verschwunden im dunklen Bayou (12/2005)